# Obserwator społeczny
Obserwator społeczny – w polskim prawie wyborczym jest to osoba sprawująca nadzór nad prawidłowym przebiegiem wyborów. Instytucja ta została wprowadzona na mocy ustawy z dnia 11 stycznia 2018 r. o zmianie niektórych ustaw w celu zwiększenia udziału obywateli w procesie wybierania, funkcjonowania i kontrolowania niektórych organów publicznych.
Obserwatorem społecznym może zostać osoba posiadająca czynne prawo wyborcze, niebędąca jednocześnie kandydatem w wyborach, członkiem komisji wyborczej, komisarzem wyborczym, pełnomocnikiem finansowym, urzędnikiem wyborczym, lub pełnomocnikiem wyborczym. Po jednym obserwatorze do komisji wyborczej wyznaczyć mogą fundacje lub stowarzyszenia wpisane do Krajowego Rejestru Sądowego, do których celów statutowych należą troska o demokrację, prawa obywatelskie oraz rozwój społeczeństwa demokratycznego. 
Obserwatorzy społeczni mają prawo do rejestrowania pracy komisji wyborczej oraz obecności przy wszystkich jej czynnościach z wyjątkiem przewożenia i przekazywania protokołu głosowania.
Pierwszymi wyborami w Polsce, w których przebiegu brali udział obserwatorzy społeczni były wybory samorządowe w 2018 roku.